# Colibrí maragda de barbeta blava
El colibrí maragda de barbeta blava (Chlorestes notata) és una espècie d'ocell de la família dels troquílids (Trochilidae) que alguns autors consideren l'única espècie del gènere Chlorestes, i altres inclouen a Chlorostilbon.

## Descripció
- Fa 8,5 - 9 cm de llarg, amb un pes d'uns 3,8 g. Bec amb uns 18 mm de llarg, amb la mandíbula superior negra i la inferior vermellosa.
- Mascle amb plomatge molt vistós, bàsicament verd. Capell i dors bronzat. Cuixes blanques. Cua de color blau metàl·lic. Un pegat blau a la gola.
- Femella amb ventre blanquinós.

## Hàbitat i distribució
Habita el boscos de ribera, sabanes i praderies des de l'est de Colòmbia, Veneçuela, Trinitat i Tobago i Guaiana, cap al sud, a través de l'est de l'Equador fins a l'est del Perú i Brasil amazònic i oriental.

## Subespècies
S'han descrit tres subespècies:
- C. n. notata (Reich GC, 1793). Des del nord-est de Colòmbia i Veneçuela, a través de las Guaiana fins a l'est de Brasil i Trinidad i Tobago.
- C. n. obsoleta (Zimmer, 1950). Nord-est de Perú.
- C. n. puruensis (Riley, 1913). Nord-oest de Brasil, sud-est de Colòmbia i nord-est del Perú.